# Centro de Futebol Mesquita
Centro de Futebol Mesquita Sociedade Esportiva LTDA. (CFM) é uma agremiação esportiva da cidade de Japeri, no estado do Rio de Janeiro, fundada a 10 de junho de 2003.

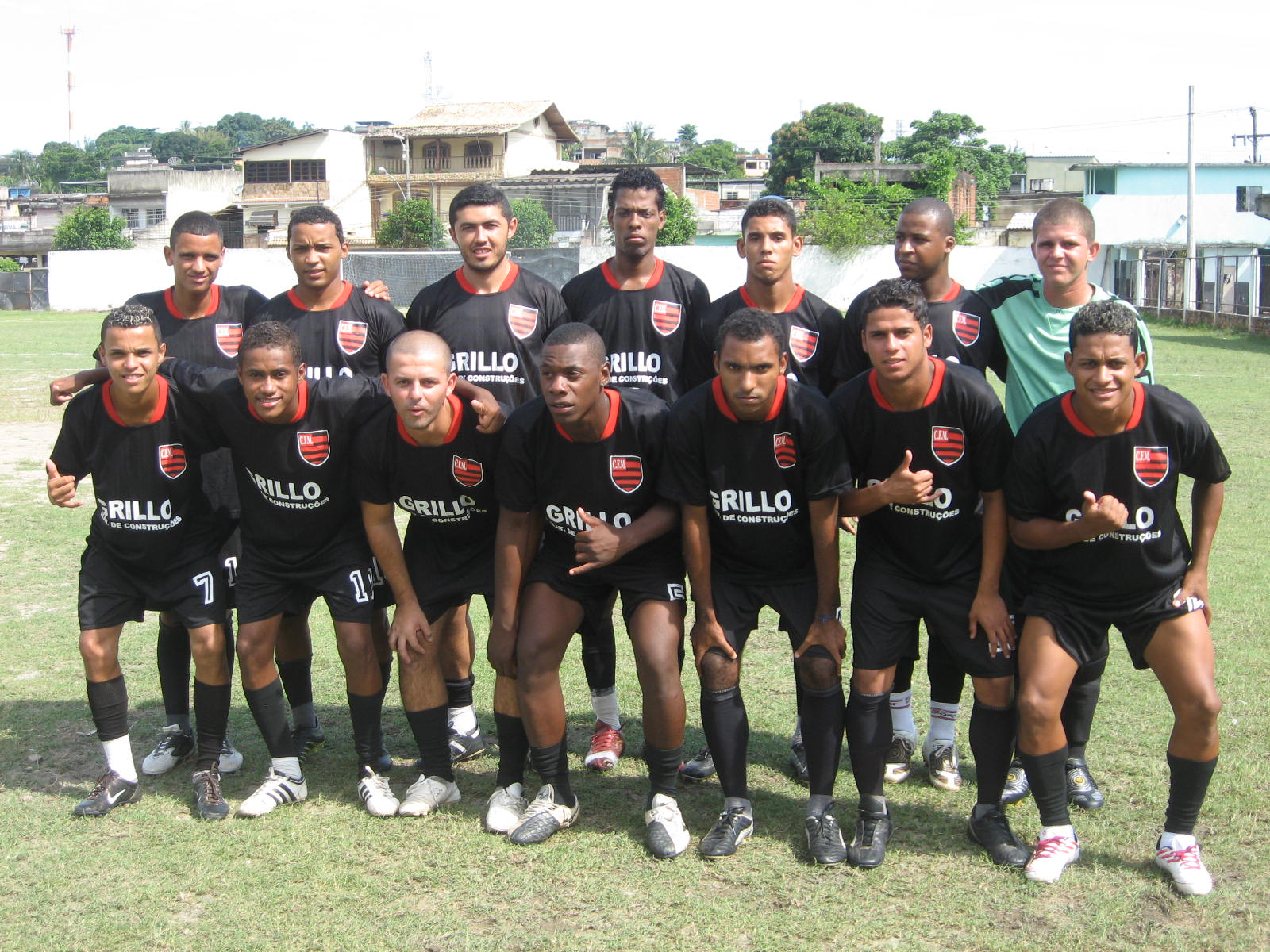
Equipe do CFM em 2010

## História
Criado pelo advogado e desportista José Jorge Teixeira de Mesquita, o CFM é considerado uma das maiores forças do futebol da Baixada Fluminense, disputando os seus principais campeonatos.

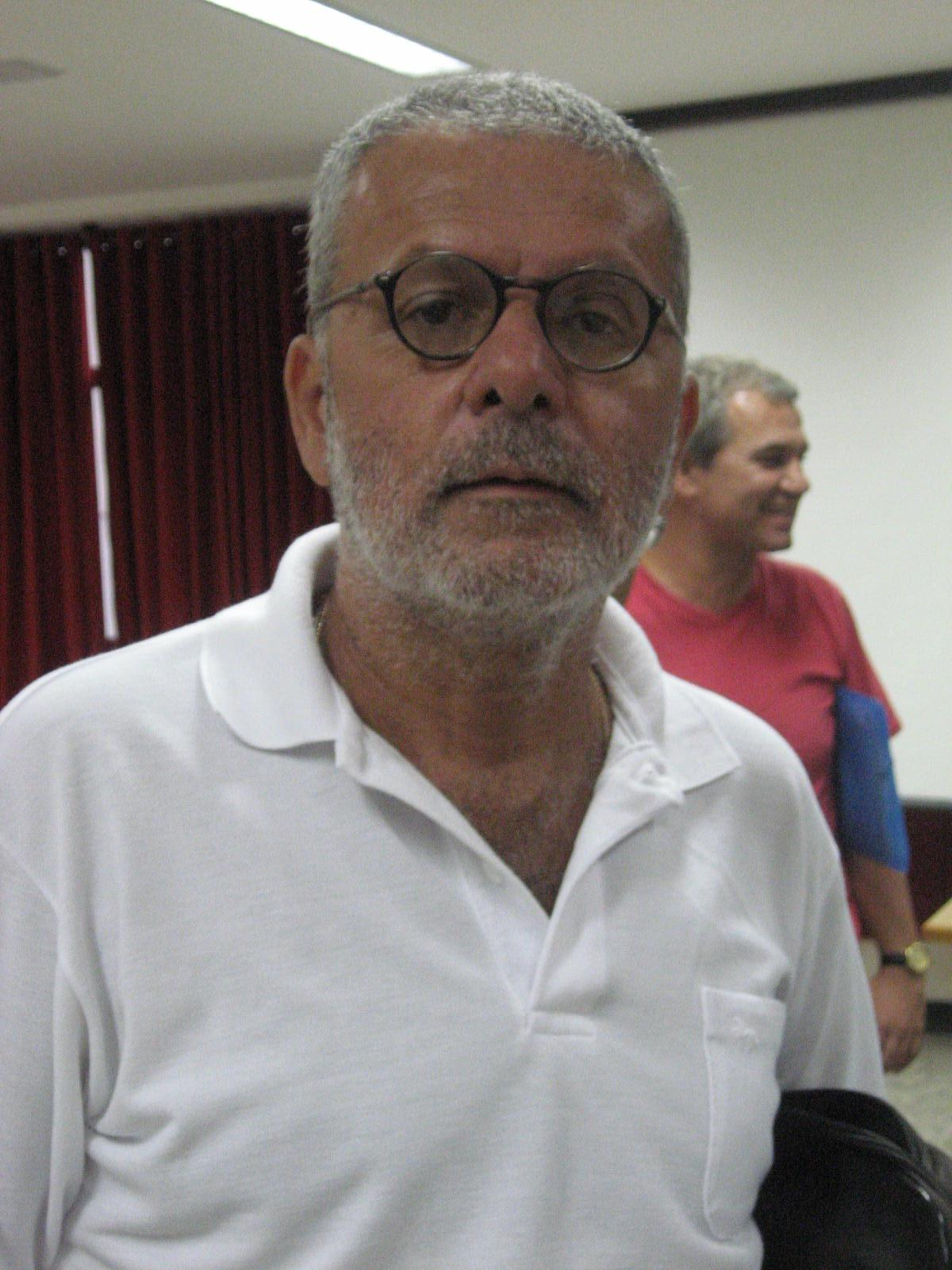
José Jorge Teixeira de Mesquita, fundador, vice-presidente administrativo, jurídico e diretor de marketing

Das cores rubro-negras, o clube se sagrou, em 2004, bicampeão invicto da categoria Super-50 da Liga Desportiva de Queimados. No ano seguinte foi campeão juvenil da Liga Independente de Japeri. Em 2006, é campeão juvenil e infantil. Em 2007, vence a categoria de juniores e ano seguinte a de adultos.
Passa a disputar também a Liga de Desportos de Nova Iguaçu, a mais competitiva do futebol da Baixada Fluminense, que tem o comando de Luiz Carlos Pina. Em 2007, é eliminado nas quartas-de-final para a Unilight. Em 2009, capitula nas semifinais, ao perder por 1 a 0 para a Linave.
Em 2010, passa a representar o Esporte Clube Rio São Paulo na Terceira Divisão de Profissionais do Estado do Rio de Janeiro em parceria firmada com o Alvinegro de Vila Valqueire. Disputa ainda o Torneio de Verão, promovido pela Liga de Desportos de Nova Iguaçu, perdendo nas oitavas-de-final.
O seu estádio, o Eduardo Viana, que homenageia o falecido presidente da FFERJ, tem capacidade para 1.000 pessoas. Desde 2003 serve de palco para partidas de futebol profissional. O clube é presidido por José Jorge Teixeira de Mesquita Júnior.

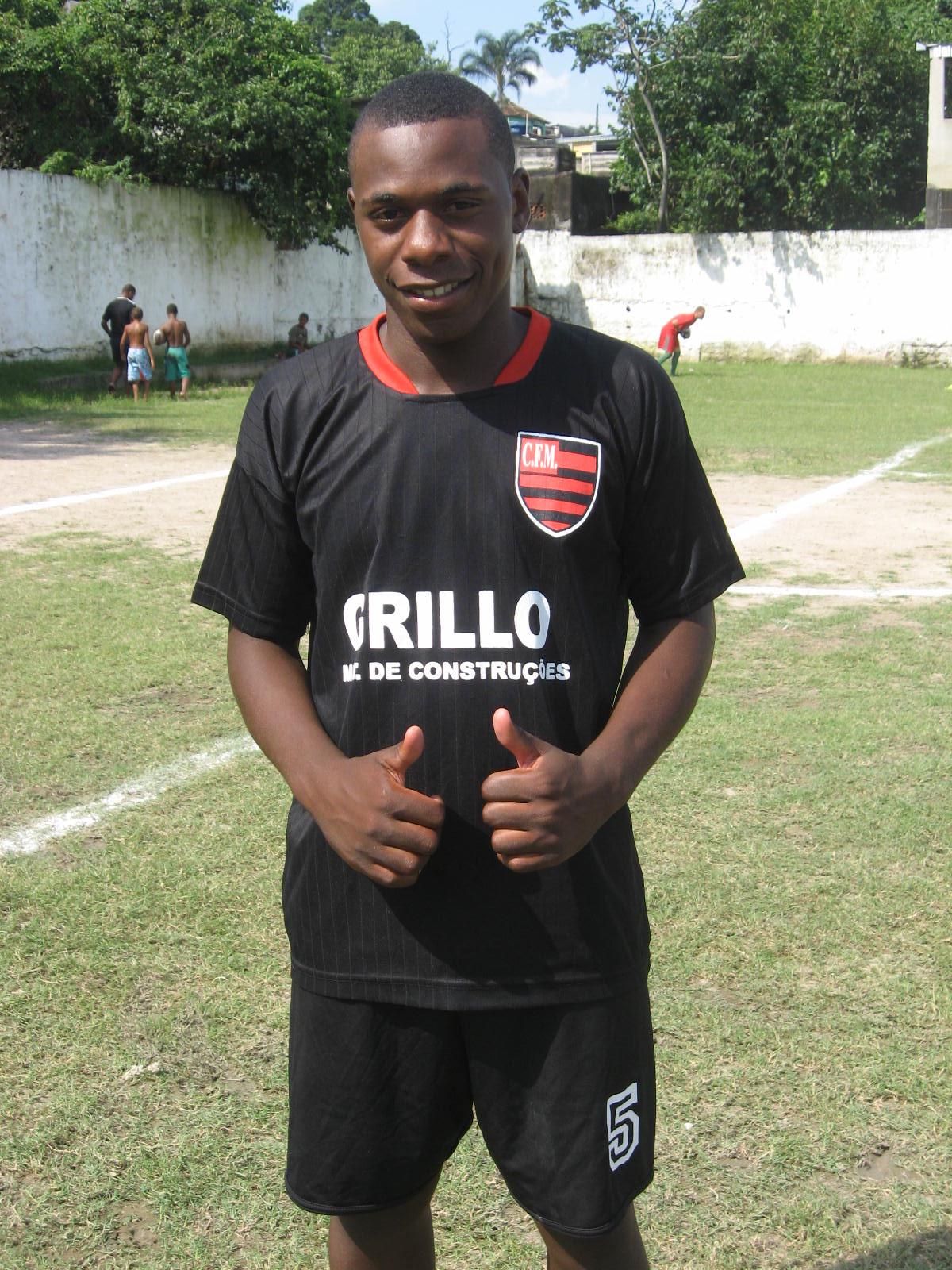
Atleta ostentando o uniforme do CFM

## Títulos
- 2004 - Bicampeão invicto (Super-50) da Liga Desportiva de Queimados;
- 2005 - Campeão Juvenil da Liga Independente de Japeri;
- 2006 - Campeão Juvenil da Liga Independente de Japeri;
- 2006 - Campeão Infantil da Liga Independente de Japeri;
- 2007 - Campeão de Juniores da Liga Independente de Japeri;
- 2008 - Campeão de Adultos da Liga Independente de Japeri;